# Karneval
«K∀RNEVAL» (яп. カーニヴァル Ка:нивару, русс. «Карнавал») — манга Тои Миканаги, первоначально публиковавшаяся в журнале сёдзё-манги Monthly Comic Zero Sum, выходит с 2007 года.
25 марта 2010 года вышел диск с радиопостановкой Karneval Circus под лейблом Frontier works.
В апреле 2012 года было подтверждено, что планируется выход аниме. Третьего апреля 2013 года вышла первая серия одноимённого аниме, снятого по манге.

## Сюжет
Мальчик по имени Най ищет Кароку, важного для него человека, с которым он жил. Единственная зацепка, ведущая к Кароку — его браслет. Поиски приводят Ная в большой город, Карасуну, где он попадает в лапы леди Мины, которая в итоге оказывается монстром. В особняке он встречает молодого вора Гарэки, который спасает его от Мины и предлагает свою помощь в обмен на браслет Кароку, который оказывается идентификатором служащих «Циркуса». Гарэки и Най начинают путешествовать вместе и вскоре оказываются разыскиваемыми полицией. Когда герои попадают в безнадежную ситуацию, они внезапно находят спасение в самой могущественной организации страны — «Циркус».

## Термины
Циркус
Могущественная оборонная организация, подчиняющаяся правительству. Циркус занимается самыми сложными внутренними делами и самыми опасными преступниками, с которыми не могут справиться обычные службы. После каждой операции Циркус в качестве извинения за причинённые неудобства устраивает представление для местных жителей.
Кафка
Секретная организация, проводящая незаконные генетические исследования. Кафка противостоит Циркусу и правительству.
Варуга
Мутанты, созданные Кафкой на основе генетических исследований "Эволюция".
Циркус I.D.
Идентфикационные браслеты Циркуса, используются в качестве оружия и для левитации. Браслет может быть активирован лишь владельцем.

## Персонажи
Най (яп. 无 Най) — главный герой истории. Чрезвычайно наивный мальчик 10-12 лет, альбинос. Утверждает, что всегда жил с человеком по имени Кароку в лесу, недалеко от Карасуны. Однажды Кароку исчез, оставив после себя лужи крови и I.D. браслет. Испуганный Най отправляется на поиски Кароку и попадает в плен к женщине по имени Мина. В её особняке он встречает Гарэки, который спасает его, и они начинают путешествовать вместе. Так он присоединяется ко второму кораблю Циркуса, где Цукумо и Ёги становятся его друзьями. На первый взгляд Най может показаться робким, но зачастую его поступки отважны. В результате исследований, проведённых врачами Циркуса, обнаружилось, что клеточное строение Ная отличается от человеческого и идентично строению маленьких лесных зверьков — нидзи. У Ная обострённый слух, он слышит то, что недоступно обычным людям. Иероглиф в имени Ная (无) означает «ничто», «несуществующий». 
- Сэйю: Хиро Симоно

Гарэки (яп. ガレキ Гарэки) — 15-летний талантливый вор. Сначала Гарэки хотел использовать Ная чтобы заполучить I.D.-браслет, но позже начал действительно помогать ему в поисках Кароку. Кароку, зная о привязанности Ная к Гарэки, не одобряет их отношения и пытается держать Ная подальше от Гарэки. После смерти Ётаки он сильно расстроился и пытался стать полезным. Затем он начал понимать, что не сможет остаться в «Циркусе-2» навсегда, ибо у него нет особых способностей, как у остальных. Хирато предложил ему стать ребёнком «Циркуса», но сам он не понимал, что это значит. И так как он был слишком горд, то решил отправиться в частную школу. Но Хирато сказал, что он уходит навсегда, поэтому в качестве прощания, Ёги подарил ему игрушку в виде Нянмару, а Цукумо и Най сделали игрушку в виде нидзи, который ужасно выглядел. Неравнодушен к Ёги, хоть и не показывает этого. Несмотря на то, что тот поначалу ему не нравился ,позже все же Гарэки к нему привязался и постоянно беспокоится,в особенности в последних главах.
Гарэки умён, проницателен и остр на язык, его сильная сторона — познания в области механики. Он меткий стрелок, носит с собой пистолет. По характеру Гарэки недоверчивый, необщительный, раздражительный и жёсткий. Однако, несмотря на его высокомерие и пренебрежительное отношение к людям, он заботлив и всегда очень волнуется за друзей и мирных жителей. Гарэки много и часто читает книги на интересующие его темы. В детстве он не получил систематического образования, но в некоторых областях проявляет осведомленность, сравнимую с знаниями специалиста. В имени Гарэки иероглиф 花 означает «цветок», а 礫 — «галька»
- Сэйю: Хироси Камия

Кароку Арумэрита (яп. 嘉禄 Арумэрита Кароку) — 18 лет. Хозяин Ная. Най очень привязан к Кароку, ибо они долгое время жили вместе. Затем его похитила «Кафка», после чего кто-то стал притворяться Кароку и звать к себе Ная. Поддельный Кароку вколол препарат Цукумо, которая была доставлена в «Кафку», и положив её в лодку с кучей роз, отправил по реке. В конце Най выбрал Гарэки и настоящего Кароку, который был доставлен к Акари с остановкой сердца. Позже его состояние нормализовалась, но он не пришёл в себя. Однако в аниме (после титров в последней серии) показано, как Кароку открыл глаза и сел на кровать.
- Сэйю: Соитиро Хоси

Цубамэ (яп. ツバメ Цубамэ) — 15 лет. Сестра-близнец Ётаки. Подруга детства Гарэки, которая влюблена в него. Не видела Гарэки на протяжении двух лет, а затем встречает его в деревне и приглашает к себе. После смерти сестры живёт с братом и дедушкой в заброшенном доме. Также стала жертвой экспериментов, но смогла сопротивляться. Позже она отправилась в «Циркус-1» и дальнейшая её судьба неизвестна.
- Сэйю: Саюри Яхаги

Ётака (яп. ヨタカ Ётака) — 15 лет. Брат-близнец Цубамэ. Друг детства Гарэки, который приносил ему детали. Из-за добавок в пищу, которые добавляла Цубаки, стал обладать странными способностями и убивать людей. Не стал дальше мутировать, даже по приказу, из-за Цубамэ. Потом должен был мутировать насильно и убить Цубамэ, из-за чего начал просить Гарэки убить его. Был убит Хирато.
- Сэйю: Мию Ирино

Цубаки (яп. ツバキ Цубаки) — старшая сестра Цубамэ и Ётаки, которая спасла Гарэки и забрала к себе в семью. Она была очень наивной, думая что все люди добрые. Познакомилась с молодым человеком, в которого влюбилась, а он использовал её. Давал ей лекарства и специальные добавки, чтобы провести эксперименты над ней и её семьёй. Потом из-за ненадобности убил её.
- Сэйю: Ёко Хикаса

### Циркус
Хирато (яп. 平門 Хирато) — 27 лет. Капитан второго корабля «Циркуса». Он взял под свою опеку Ная и Гарэки. Загадочный и спокойный, никто не знает, о чём он думает на самом деле. Из-за скрытной натуры Хирато над ним нередко подтрунивает руководящий состав и Цукитачи. Хирато очень заботится о Цукумо. У него есть старший брат. Ключ: «Путь небесного тунца».
В имени Хирато 平 означает «ровный, спокойный», 門 — «врата».
- Сэйю: Дайсукэ Оно

Ёги (яп. 與儀 Ёги) — 21 год, лейтенант «Циркуса-2», инфантильный и весёлый молодой человек, быстро привязывающийся к людям. Плакса. Любит Ная и Гарэки,в особенности второго. Его также очень ранит нежелание Гарэки называть его своим другом. Любит обниматься и делает это, несмотря на протесты обнимаемых. Когда Ёги выбирал ключ, он не смог вовремя придумать его, и тогда Хирато с милейшей улыбкой предложил ему нынешний вариант: «Чистый дух взмывает ввысь. Дерзкое сердце принца, на волю явись!». Носит кожаный браслет, который для него выиграл в тире Гарэки. На левой щеке Ёги прилеплен особый пластырь с лекарством, который сделал Акари. Когда пластырь отклеивается, Ёги теряет контроль над собой, становится кровожадным, дьявольски смеется и предлагает окружающим "поиграть",  а его золотые волосы становятся пепельными. Акари утверждает, что это некая «аллергия», свойственная членам «Циркуса», но Гарэки не верит ему. Ёги родом из когда-то существующего мирного королевства.Он принц.Но после того, как на его страну напали варуги, так как оно было плохо защищено, всю его семью убили, и только он смог выжить. Настоящий, это пепельный Ёги.Его нашли Хирато и Цукитачи, во время спецоперации по защите этой страны. Его взял под свою опеку(присмотр) доктор Акари. Именно он знает о Ёги больше всего. И его даже, частично, слушается пепельный Ёги. У него есть младшая сестра. Он так же является Нянпероной.
В имени Ёги 與 означает «давать», «принимать участие», 儀 — «церемония», «торжество». Неравнодушен к Гарэки, оказывает различные знаки внимания.
- Сэйю: Мамору Мияно

Цукумо (яп. ツクモ Цукумо) — член команды «Циркуса-2», звезда акробатических выступлений «Циркуса». Ей 16 лет. Обладая строгим характером, который не позволяет ей любезничать с противоположным полом, Цукумо нравится и женщинам. Вероятно, она познакомилась с Хирато ещё до поступления в «Циркус», куда она была принята в очень юном возрасте. Родилась в одной из богатейших стран.
- Сэйю: Ая Эндо

Цукитачи (яп. 朔 Цукитати) — 27 лет. Капитан первого корабля «Циркуса». Оптимист, производит впечатление легкомысленного человека, однако умеет глубоко вникнуть в ситуацию. Часто обращается к своему ровеснику, Хирато, со словами: «Давай хоть раз сегодня оттянемся!», и неизменно получает отказ.
- Сэйю: Кодзи Юса

Ива (яп. イヴァ Ива) — 25 лет. Лейтенант «Циркуса-2», чувственная красивая девушка с мужским характером. Она понравилась Ёги при первой же встрече, и он стал называть её «сестренка». Дружелюбна к девушкам, но с мужчинами ведёт себя резко и грубо. Обожает наряжать Цукумо. Родом из местности, где добывают драгоценные камни. У неё есть три младшие сестры.
- Сэйю: Ёко Хонна

Киити (яп. キイチ Киити) — 15 лет. Член команды «Циркуса-1», гордая и надменная перфекционистка. Недолюбливает весь «Циркус-2» , особенно Ёги, с которым она училась прежде, в частности, считает его неудачником. Обладает сильной волей и ненавидит проигрывать. На заданиях хладнокровна и собрана. Один из самых многообещающих бойцов «Циркуса».
- Сэйю: Ёри Китамура

Дзики (яп. 喰 Дзики) — 20 лет. Лейтенант «Циркуса-1», при встрече с малознакомыми людьми улыбчив и приветлив, однако при более близком общении раскрывается его сложный характер. Производит впечатление человека холодного, но общительного напоказ. Собирает и разводит лекарственные травы.
- Сэйю: Юити Накамура

Акари (яп. 燭 Акари) — 33 года. Главный в исследовательской лаборатории «Циркуса». Друг Хирато и Цукитачи, с которыми часто выпивает. Помешан на работе, поэтому его недолюбливают медсестры. Именно он настоял на том, чтобы продолжить наблюдать за Наем, а не сделать его вскрытие, как просили старейшины. Его безумно боится Ёги.
- Сэйю: Дайсукэ Хиракава

Адзана (яп. 糺 Адзана) — один из главных в отделе флоры и фауны. Всегда ходит весь в пластырях, говоря, что его поцарапали животные. Когда «Циркус» получил файлы «Кафки», то стирал их, пока это не увидел Акари. Был предателем, ибо разочаровался в способностях Акари-сана, которого боготворил. Его хотел убить Хирато, но ему помешал Акари, вследствие чего Адзана сумел убежать.
- Сэйю: Нобухико Окамото

### Кафка
Пальнэдо (яп. パルネド Парунэдо) — глава Кафки, который в начале сериала выступает в качестве заложника, вместе со своей внучкой. Тогда его спасли Хирато, Цукумо, Гарэки и Най.
- Сэйю: Масаси Хиросэ

Уро (яп. 黒白 Уро) — самый главный из варуг, который получает приказы от Пальнэдо. Является главным врагом «Циркуса». Присматривает за Элиской, по приказу Пальнэдо. Когда она ревнует Цукумо к Кароку, обещает убить её. В конце смог улизнуть от «Циркуса» и привлечь на свою сторону Адзану.
- Сэйю: Дзюнити Сувабэ

Элиска (яп. エリシュカ Эрисюка) — внучка Пальнэдо. Влюблена в Кароку, задаривает его подарками, на которые он не обращает внимание. Приказывает Уро похитить Ная, ибо Кароку им заинтересовался. Когда Кихару и Кагири похищают Цукумо и приносят её в дымной особняк, видя её поднимает тревогу. Считает что Цукумо влюблена в Кароку, поэтому каждый раз ищет с ним встречи. Во время нападения «Циркуса» на багровый особняк, отказывается покидать его без Кароку.
- Сэйю: Сатоми Сато

Кароку (яп. 嘉禄 Кароку) — член «Кафки». В 57 главе манги выясняется, что он является старшим братом Кароку Арумериты («Циркус»). Кароку («Кафка») думает, что он намного лучше своего брата. Хоть он вежлив, говоря с другими, он имеет свою тёмную сторону.
- Сэйю: Соитиро Хоси

Мэйга (яп. 迷呀 Мэйга) — варуга, который проводил опыты над Ётакой и Цубаки. Он же пытался заставить Ётаку убить свою сестру.
- Сэйю: Тору Окава

Кихару (яп. 麒春 Кихару) — варуга, которого встретил «Циркус-2» на задании. Работает с напарником — Кагири. Должны были замести следы «Кафки». Когда наткнулись на Цукумо и Ная, решили расправиться с ними. В основном дерётся силовыми атаками. Сумел улизнуть от Ёги, унеся своего товарища. Побеждает Цукумо и относит её в дымной особняк.
- Сэйю: Томоаки Маэно

Кагири (яп. 夏切 Кагири) — варуга, которого встретил «Циркус-2» на задании. Работает с напарником — Кихару. Должны были замести следы «Кафки». При встрече с Цукумо и Наем, решили расправиться с ними. Во время боя Кагири держится на расстоянии и ослепляет врага с помощью устройства, похожего на портативную игровую приставку. Когда Ёги выходит из себя теряет сознание.
- Сэйю: Тосиюки Тоёнага